# Церква Святої Марії (Вольфенбюттель)
Церква Святої Марії — головна церква у Вольфенбюттелі, Нижня Саксонія, Німеччина. Офіційна назва лютеранської церкви — Hauptkirche Beatae Mariae Virginis (Головна церква Пресвятої Діви Марії). Короткі загальні назви — Hauptkirche BMV або просто BMV. Перша велика протестантська церква у місті. Її будівництво замовив замовив Генріх Юлій, герцог Брауншвейг-Люнебург. Будівництво почалося в 1608 році під керівництвом баумайстера Пауля Франке. Портали на півночі та півдні приписують Якобу Мейєргейну.